# District de Hino
Le district de Hino (日野郡, Hino-gun) est un district situé dans la préfecture de Tottori, au Japon.

## Géographie

### Divisions administratives
Le district de Hino est constitué de trois bourgs : Hino, Kōfu et Nichinan.